# Rehabilitacja osób z uszkodzonym słuchem
Rehabilitacja osób z uszkodzonym słuchem – program kompleksowych działań diagnostycznych, wychowawczych i terapeutycznych, dający dziecku niesłyszącemu optymalne warunki rozwoju i osiagania efektów na miarę indywidualnych możliwości.
Rehabilitacja zawiera się w realizacji następujących zadań:
- wczesna diagnoza (pedagogiczna, psychologiczna, logopedyczna),
- wczesna interwencja (zarówno skierowana do dziecka, jak i jego rodziny),
- wychowanie słuchowe dziecka,
- terapia słuchu i mowy dziecka,
- wspieranie rozwoju dziecka,
- edukacja rodziców,
- pomoc psychologiczna (niezbędna terapia rodziny),
- kształcenie dziecka w zakresie odczytywania mowy z ust,
- kształcenie w zakresie języka migowego, fonogestów,
- kwalifikowanie do wszczepienia implantu ślimakowego,
- współpraca z placówkami edukacyjnymi.

Formy pracy z dzieckiem i jego rodziną podczas rehabilitacji:
- diagnostyka psychologiczna,
- terapia psychologiczna dziecka,
- terapia psychologiczna rodziny,
- diagnostyka pedagogiczna,
- terapia pedagogiczna,
- reedukacja,
- diagnostyka logopedyczna,
- surdologopedyczna terapia słuchu i mowy,
- terapia słuchu,
- zajęcia ruchowe,
- logorytmika,
- fizjoterapia,
- nauka języka migowego, fonogestów.

Kadra specjalistyczna zajmująca się rehabilitacją osób z wadą słuchu:
- specjalista wczesnej interwencji,
- psycholog kliniczny,
- psycholog (terapeuta),
- surdopedagog,
- fizjoterapeuta,
- specjalista terapii ruchowej,
- specjalista logorytmiki,
- pracownik socjalny,
- logopeda (surdologopeda).

Specjaliści regularnie współpracują z lekarzami następujących specjalności:
- lekarz audiolog,
- lekarz foniatra,
- lekarz neurolog,
- lekarz psychiatra,
- lekarz okulista,
- lekarz pediatra.

Przeczytaj ostrzeżenie dotyczące informacji medycznych i pokrewnych zamieszczonych w Wikipedii.